# شورای صنایع سرگرمی
شورای صنایع سرگرمی (انگلیسی: Entertainment Industries Council) یک سازمان غیرانتفاعی آمریکایی است که در سال ۱۹۸۳ تأسیس شد و به نمایش مسائل دقیق بهداشتی و اجتماعی در کتاب‌های کمیک، تلویزیون، فیلم‌ها و موسیقی می‌پردازد. این شورا رهنمودهایی را برای به‌تصویر کشیدن این موضوعات در صنعت سرگرمی ارائه می‌دهد، به‌طور کلی محتوایی را که شامل عواقب منفی اعتیاد، وابستگی و خشونت است را تبلیغ می‌کند.

## جوایز پریزم
جوایز سالانه پریزم از افراد خلاق برای به‌تصویر کشیدن دقیق مسائل مربوط به سلامت روان، سوءمصرف مواد مخدر و اعتیاد در برنامه‌های سرگرمی تقدیر می‌کند.